# CBF-Keur
Het CBF-Keur voor goede doelen is het voormalig keurmerk van het Centraal Bureau Fondsenwerving (CBF) voor de grote landelijk fondsenwervende instellingen (goede doelen) in Nederland. Voor kleinere goede doelen kende het CBF het CBF-Certificaat. Sinds 2016 heeft het CBF-keur plaatsgemaakt voor de Erkenning Goede Doelen.
Voordat het CBF-Keur wordt verleend, wordt een instelling getoetst op vijf onderdelen: besturen en toezicht houden, beleid, hoe de instelling geld verwerft en hoe de instelling verslag uitbrengt over de activiteiten. Het CBF hanteert op al deze onderdelen strenge criteria, die zijn te vinden op de website van het CBF. Het CBF-Keur wordt voor een periode van drie jaar afgegeven. Tussentijds worden er controles uitgevoerd.
In april 2011 telde het CBF 272 houders van het CBF-Keur. Het CBF-Keur voor goede doelen valt onder de accreditatie van de Raad voor Accreditatie en is opgenomen als erkend keurmerk op de website Consuwijzer van de Consumentenautoriteit.

## Code Wijffels
Sinds 1 juli 2008 is het CBF-Keur vervlochten met de Code Goed Bestuur voor Goede Doelen (Code Wijffels). Sindsdien moeten houders van het CBF-Keur verantwoording in hun jaarverslag afleggen over principes van intern toezicht, effectiviteit van de bestedingen en omgang met belanghebbenden.